# Evolution (Masami Okui)
Evolution è il dodicesimo album studio della cantante giapponese Masami Okui pubblicato il 4 ottobre 2006 dalla evolution. L'album ha raggiunto la sessantesima posizione della classifica degli album più venduti in Giappone, vendendo circa 3 000 copie.

## Tracce
1. SOLDIER ~Love Battlefield~
2. zero-G-
3. Iteza no Tsuki no Koromo ni (射手座の月の衣に)
4. Niji (虹)
5. Lunatic Summer
6. Kiba ~Task~ (牙 ～タスク～)
7. Shiranui (不知火)
8. WILD SPICE (TRANCE MIX)
9. Otomegokoro Mugen (乙女心無限)
10. SOUL MATE